# تل میرزا محمدی (الف و ب)
تل میرزا محمدی (الف و ب) مربوط به دوران پیش از تاریخ ایران باستان - دوران‌های تاریخی پس از اسلام است و در شهرستان ممسنی، روستای برآفتاب واقع شده و این اثر در تاریخ ۲۵ اسفند ۱۳۷۹ با شمارهٔ ثبت ۳۳۸۸ به‌عنوان یکی از آثار ملی ایران به ثبت رسیده است.